# Evala

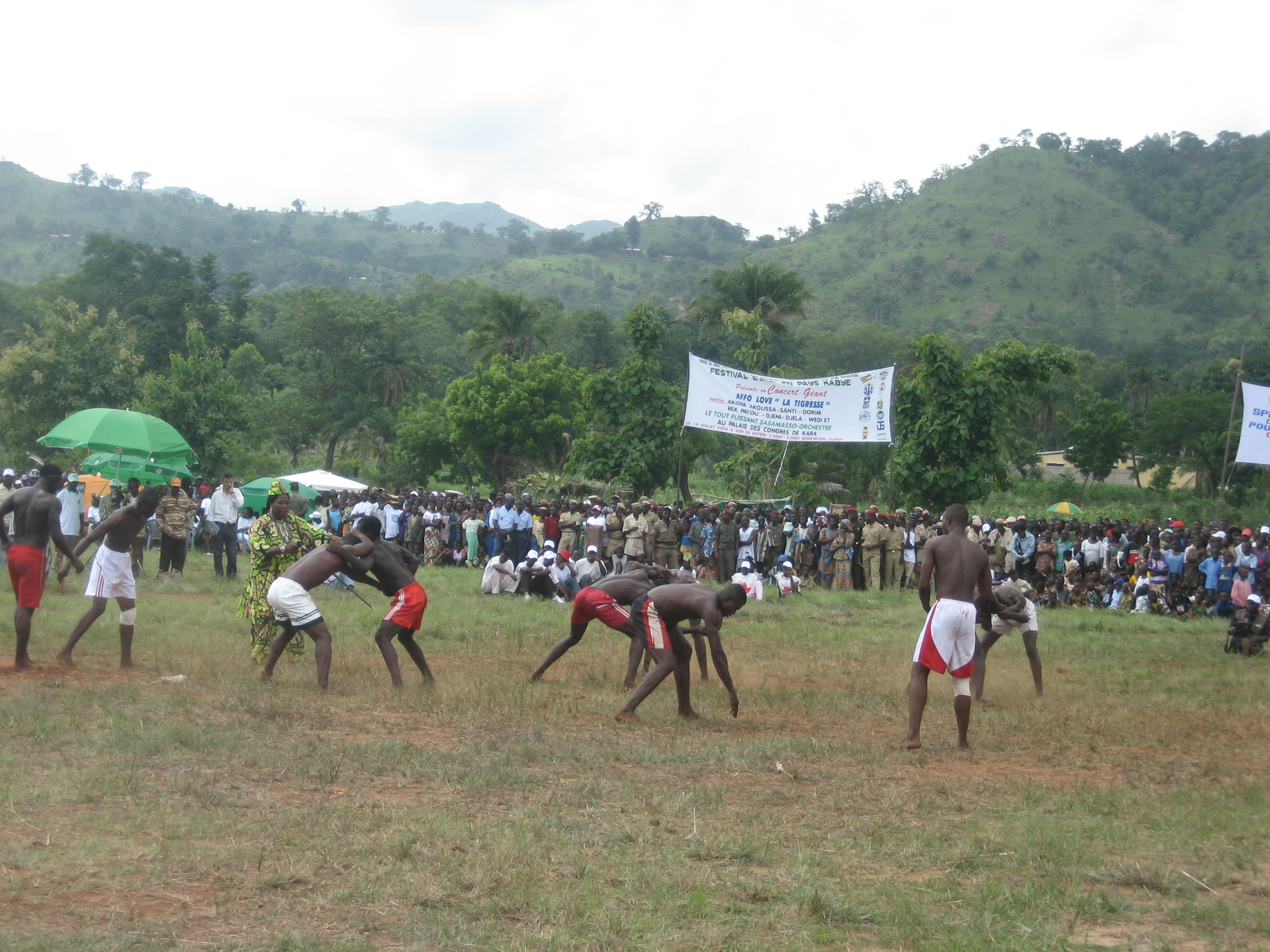
Festival Evala en Togo.

Evala es una forma tradicional de lucha cuyo objetivo es derribar al oponente que se celebra anualmente en Kara, Togo. Los combates tienen lugar por equipos de 5 jóvenes de 18 a 20 años. Las técnicas parecen bastante poco estructuradas. Cada combate se termina con la victoria de un competidor, o por finalizar el tiempo de combate. Gana el que derriba al contrario. No se establece clasificación final, sólo persiste el comportamiento valeroso de los luchadores.

## Contexto
Evala es la primera introducción a la vida como hombre de los adolescentes kabyé. Los jóvenes tienen que participar durante 3 años. Antes de ser sometidos a estos ritos, los jóvenes se han preparado durante tiempo psicológica y físicamente. Un joven pasa a ser “evalo” (luchador en lengua kabye) cuando ha pasado por las diversas ceremonias rituales de preparación. En el país kabyé, al norte de Togo, un joven que se niega a esta iniciación sufre represalias de los sabios, sus padres y la sociedad. Son de alguna manera excluidos de la comunidad. 
El propósito de este ejercicio es acostumbrar a los jóvenes a la resistencia, el coraje y estoicismo. El aspecto cultural del evento se ve reforzado por los sacrificios que el joven debe soportar: el ayuno, la abstinencia sexual y la escarificación, que son los signos externos del guerrero. 
El aspecto tradicional de la ceremonia se muestra por la presencia de los ancianos de la comunidad. Estos son los sabios que velan por el cumplimiento de la normativa, la dirección y el arbitraje del torneo. Las fechas en las que se celebran las ceremonias se establecen a través de la consulta de oráculos seguida de la autorización concedida por el sumo sacerdote llamado "Tchodjo", aunque se suele realizar a mediados de julio. Después de las luchas, los sacerdotes hacen un recorrido por los lugares sagrados para dar las gracias a los antepasados por permitir la ceremonia.